# 圣托马德科纳克
圣托马德科纳克（法語：Saint-Thomas-de-Conac，法語發音：[sɛ̃ tɔma də kɔnak]）是法国滨海夏朗德省的一个市镇，位于该省西南部，属于容扎克区。

## 地理
圣托马德科纳克（45°23'20"N, 0°41'14"W）面积28.04 平方千米，位于法国新阿基坦大区滨海夏朗德省，该省份为法国西部滨海省份，北起旺代省，西临大西洋，南至吉倫特省，东南接多爾多涅省，东北接德塞夫勒省接壤，东临夏朗德省。
与圣托马德科纳克接壤的市镇（或旧市镇、城区）包括：圣西耶迪塔永、圣迪藏迪加、圣乔治德萨古、圣拉梅、圣索兰德科纳克、瑟穆萨克、圣克里斯托利-梅多克、圣伊藏德梅多克。

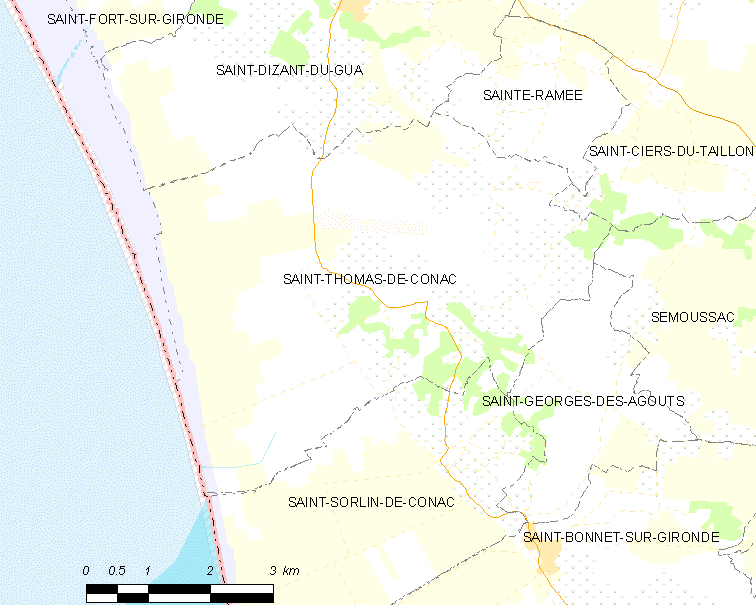
圣托马德科纳克的OSM定位图

圣托马德科纳克的时区为UTC+01:00、UTC+02:00（夏令时）。

## 行政
圣托马德科纳克的邮政编码为17150，INSEE市镇编码为17410。

## 政治
圣托马德科纳克所属的省级选区为蓬镇县。

## 人口

1962-2008年间圣托马德科纳克人口变化图示

圣托马德科纳克于2022年1月1日时的人口数量为574人。